# Bläcktjärnet (Arvika socken, Värmland)
Bläcktjärnet är en sjö i Arvika kommun i Värmland och ingår i Göta älvs huvudavrinningsområde.
Bläcktjärnet ligger i Örvattnet Natura 2000-område.